# Schizoprymnus deres
Schizoprymnus deres är en stekelart som beskrevs av Papp 1991. Schizoprymnus deres ingår i släktet Schizoprymnus och familjen bracksteklar. Inga underarter finns listade i Catalogue of Life.